# Стоян Танчев
Стоян Йотов Танчев е български лекар (акушер-гинеколог), учен и преподавател. Доцент, дългогодишен ръководител на Катедрата по акушерство и гинекология при Медицинския университет в Плевен.

## Биография
Стоян Танчев е роден на 22 декември 1945 година в град Враца. Баща му, доцент Йото Танчев, е нефролог и учен, откривател на балканската ендемична нефропатия (Balkan endemic nephropathy или Danubian endemic familial nephropathy). Майка му, Лиляна Танчева (по баща Савова) работи като статистик в Първостепенната окръжна болница „Христо Ботев“ – Враца. Брат му, професор Панайот Танчев, е ортопед-травматолог, гръбначен хирург и преподавател в Медицинския университет – София. Дядо му, Панайот Савов, е виден врачански индустриалец, член на Софийската търговско-индустриална камера.
Стоян Танчев завършва Втора гимназия в родния си град през 1963 г. с отличен успех. Същата година започва следването си по медицина в Медицинския факултет в София. Още като студент проявява интерес към акушерството и гинекологията и участва в студентски кръжок при факултета. Дипломира се през 1970 г. През периода 1970 – 1976 г. работи като ординатор в Акушеро-гинекологичното отделение на Първостепенната окръжна болница във Враца. Междувременно отбива военната си служба. През 1976 г. д-р Стоян Танчев придобива специалност по акушерство и гинекология. Спечелва конкурс за асистент в Катедрата по акушерство и гинекология към Медицинския факултет в Плевен.
Започва свободна докторантура през 1977 г. при проф. Иван Славов като научен ръководител. Успешно защитава докторската си дисертация на тема „Проучване върху хипофизо-овариални взаимоотношения при болни с хронични двустранни бъбречни заболявания“ (1983).
В Медицинския университет в Плевен д-р Стоян Танчев работи непрекъснато от 1976 до пенсионирането си през 2015 г., като преминава цялата академична йерархия от асистент до доцент (1988). Има многократни специализации в авторитетни клиники в Полша, Франция и Канада по актуални проблеми на акушерството и гинекологията. От 1991 до 2000 г. и от 2008 до 2014 г. е избиран за ръководител на Катедрата по акушерство и гинекология в университета, където развива многостранна клинична, научна и преподавателска дейност. Дългогодишен член е на Академичния и Факултетния съвет. Владее руски, френски и английски език.
В свободното си време доц. Стоян Танчев се занимава с музика. Свири от малък на виолончело. Като студент е в състава на Симфоничния оркестър при Студентския дом, изнасяйки редица концерти в България и чужбина под ръководството на Васил Стефанов и Алипи Найденов.  

## Професионални постижения
С научна дейност се занимава от 1969 г. Има над 200 научни труда: 130 научни статии в българската научна периодика и 20 – в реномирани чуждестранни списания, а така също участие с научни доклади и постери в над 70 български и международни научни конгреса, конференции и симпозиуми. Има няколко изобретения и рационализации. Съавтор е на монографията „Физическо развитие на новородените деца“ и на учебника „Акушерство“ (1998), който е едно от важните помагала за подготовката на специализиращите лекари по акушерство и гинекология. 
Научните му разработки покриват голям диапазон от специалността „Акушерство и гинекология“: оперативната гинекология, диагностичната ендоскопия, гинекологичната ендокринология, менопаузата, контрацепцията, съвременната тактика и методи за ръководене на раждането, профилактика и лечение на акушерските инфекции, ултразвуковата диагностика в акушерството и гинекологията и др.
Научните публикации на доц. Стоян Танчев са приноси в приложението на рекомбинантен фактор VII a (Novoseven) за контролирането на масивни кръвотечения при маточна хипотония. Впоследствие Novoseven влиза в международно признатия алгоритъм за поведение при тези животозастрашаващи състояния. Други важни приноси са проучването на гениталната функция при бъбречноболни, протичането на бременността и раждането при пациентки с придружаващи заболявания, съвременното лечение на акушерските инфекции, съвременните методи за ръководене на раждането, вкл. обезболяването и др. Тези приноси са изнесени и признати на авторитетни научни форуми.
Дългогодишен член на редакционната колегия на списание „Акушерство и гинекология“. 
Преподавател по специалността „Акушерство и гинекология“ в Медицинския университет в Плевен и Медицинския колеж във Враца. Ръководи пълния лекционен курс по акушерство и гинекология за студенти (1988 – 2015) и лекционния курс за специализанти и специалисти (1988 – 2006). Редовен член е на Държавната изпитна комисия по специалността „Акушерство и гинекология“ (1991 – 2006). Ръководител на специализацията по акушерство и гинекология на много български лекари, а така също на над 20 специализанти от Гърция, Северна Македония, Турция, Сърбия и арабските страни. Под негово ръководство са защитени няколко докторски дисертации. Доцент Стоян Танчев е бил член на научно жури за защита на дисертации и за придобиване на академични звания и степени. Член на Специализирания съвет по акушерство и гинекология при ВАК. Председател на Контролната комисия на Българския лекарски съюз. 
Член е на Българското дружество по акушерство и гинекология, Българското дружество по менопауза, Българското дружество по ултразвукова диагностика, Европейската асоциация по контрацепция и др.

## Награди и отличия
- Грамота за активна студентска научна дейност – ВМИ-София (1969)
- Лекар на годината – БЛС (2005)
- Заслужил гражданин на гр. Плевен (2006)[1]]
- Почетен плакет за заслуги към Университета. 50-години Медицински университет Плевен (2024)[7]

## Личен живот
Съпругата на доц. Стоян Танчев, Валерия Петрова Танчева (1949-2009), е магистър-фармацевт със специалност „Организация на аптечното дело“. Дъщеря им Йова С. Танчева (р. 1978) е дентален лекар със специалности орална хирургия и детска ортодонтия, а синът им, д-р Лъчезар С. Танчев (р. 1981) е специалист по акушерство и гинекология, един от пионерите на роботизираната и миниинвазивна оперативна гинекология в България. 